# Медовець острівний
Медо́вець острівний (Sugomel lombokium) — вид горобцеподібних птахів родини медолюбових (Meliphagidae). Ендемік Індонезії.

## Поширення і екологія
Острівні медовці мешкають на Малих Зондських островах, зокрема на островах Флорес, Ломбок, Сумба і Сумбава. Вони живуть в гірських і рівнинних тропічних лісах та в садах.